# Isosthenie
Isosthenie (slovo je složeno z řeckého isos - stejný, podobný a sthenos - síla) je stanovisko, značící naprostou vyrovnanost argumentu a protiargumentu. Neexistuje žádné kritérium, které by rozhodlo, který argument je silnější, správnější, pravdivější. Abychom věděli, který argument je blíže k pravdě, museli bychom znát samotnou pravdu. To je však nemožné, protože je dle skeptického hlediska mimo dosah našich poznávacích schopností.